# Хітачі-Мару
Хітачі-Мару (Хітаті-Мару, Hitachi Maru) — транспортне судно, яке під час Другої світової війни взяло участь в операціях японських збройних сил на островах Гілберта та Соломонових островах.

## Передвоєнна історія
Хітачі-Мару спорудили в 1939 році на верфі компанії Osaka Iron Works в Інношимі на замовлення компанії Nissan Kisen із Токіо.
26 листопада 1941-го судно реквізували для потреб Імперського флоту Японії. У грудні Хітачі-Мару пройшло на верфі Mitsubishi Jukogyo в Кобе модернізацію у транспорт для перевезення амуніції.

## Перші воєнні рейси
З січня по липень 1942-го судно відвідало численні японські порти (Куре, Моджі, Міїке, Осака, Йокосука, Йокогама), Такао (наразі Гаосюн на Тайвані), Манілу (Філіппіни), Кендарі (острів Целебес), Сінгапур, Зунгун (Малая), Бангкок, Сайгон (наразі Хошимін у Південному В'єтнамі), Тініан і Сайпан (Маріанські острови).

## Рейс до Мікронезії
24 серпня 1942-го Хітачі-Мару вийшло з Йокосуку в похід до Мікронезії. З 5 по 13 вересня воно перебувало на атолі Джалуїт (Маршаллові острови), після чого полишило його у складі конвою № 6 та наступного дня прибуло на атол Тарава (острови Гілберта).
24—29 вересня Хітачі-Мару в супроводі переобладнаного легкого крейсера Укішима-Мару перейшло на Трук у східній частині Каролінських островів (ще до війни тут була створена потужна база, через яку до лютого 1944-го провадились операції та йшло постачання гарнізонів у цілому ряді тихоокеанських архіпелагів).
1—4 жовтня Хітачі-Мару в супроводі того ж Укішима-Мару перейшло на Понапе (ще один острів на сході Каролінських островів), 11 жовтня полишило його і 15 жовтня удруге опинилось біля Тарави. Цього дня на острів здійснив рейд важкий крейсер Портленд, два гідролітаки з якого атакували Хітачі-Мару, яке зазнало незначних пошкоджень від близьких вибухів. 16 жовтня судно прибуло на Тараву (напередодні по цьому острову Портленд випустив 237 203-мм снарядів), через якийсь час перейшло на Трук, пройшло тимчасовий ремонт, а 30 листопада повернулось до Йокосуки. З 4 по 20 грудня Хітачі-Мару перебувало в Інношимі, де на рідній верфі Osaka Iron Works виконали повноцінні ремонтні роботи.

## Рейс на Соломонові острови
31 січня Хітачі-Мару опинилось уже на Соломонових островах у порту Бука, на однойменному острові біля північного узбережжя великого острова Бугенвіль. Наступного дня судно було вже на південному узбережжі Бугенвілю в порту Буїн, котрий належить до акваторії, прикритої групою невеликих островів Шортленд. На той час у східній частині Соломонових островів вже майже шість місяців точились важкі бої за Гуадалканал і в акваторії Шортленд зазвичай відстоювались легкі бойові кораблі та перевалювались вантажі для подальшої відправки в зону активних бойових дій.
13 лютого 1943-го 6 бомбардувальників PB4Y «Ліберейтор» у супроводі 10 винищувачів здійснили наліт на Буїн. 14 лютого він повторився, цього разу в атаці брали участь 9 «Ліберейторів» під прикриттям 10 винищувачів P-38 «Лайтнінг» та 12 винищувачів-бомбардувальників F4U «Корсар», які піднялись з аеродрому Гендерсон-Філд на Гуадалканалі. В акваторії Шортленд тоді було шість транспортів, з яких два — Хітачі-Мару та Кісарагі-Мару — зазнали пошкоджень (японські винищувачі, що прибули на місце атаки, збили 8 американських літаків). Того ж дня Буїн бомбили літаки B-17 «Літаюча фортеця», які добили вже пошкоджене Хітачі-Мару. Загинуло 4 члени екіпажу.